# Nucleo investigativo di polizia ambientale e forestale
I nuclei investigativi provinciali di polizia ambientale e forestale, in acronimo NIPAF, del Corpo forestale dello Stato (CFS), erano 75 nuclei di polizia giudiziaria ubicati in ogni comando provinciale del CFS, delle Regioni a statuto ordinario. 
Si occupavano delle indagini di polizia ambientale sia di iniziativa che delegate dalla magistratura, riguardanti il traffico illecito di rifiuti, gli abusi edilizi, i maltrattamenti di animali, gli incendi boschivi, l'inquinamento idrico e atmosferico, il bracconaggio, le frodi alimentari e indagini di Polizia Giudiziaria in generale e contrasto alla criminalità organizzata.
Erano coordinati dal Nucleo investigativo centrale di polizia ambientale e forestale (NICAF) con sede in Roma presso la 1ª Divisione dell'Ispettorato generale del CFS. Il NICAF si occupava delle attività info investigative, di analisi dei crimini ambientali e forniva il supporto tecnico ai predetti NIPAF. I NIPAF a sua volta supportavano a livello locale per le attività di Polizia Giudiziaria i Comandi Stazione del CFS. Il personale in servizio ai NIPAF, operava in borghese e retto da un Funzionario del CFS, Commissario Capo o Vice Questore Aggiunto, dipendenti gerarchicamente dal Comandante Provinciale.
Per stilare un resoconto per l'anno 2015, i NIPAF hanno effettuato nr. 6000 comunicazioni di notizia di reato per vari reati ambientali e reati generici anche connessi tra loro, deferendo all'autorità giudiziaria nr. 4580 persone, ed effettuando nr. 220 misure di custodie cautelari per reati di vario genere, inoltre hanno eseguito nr. 12000 controlli su rifiuti, abusi edilizi, furti e riciclaggio di rame, maltrattamento di animali, ed infine elevato nr. 18000 sanzioni amministrative.
Il decreto legislativo n. 177/2016, che sopprime il corpo forestale, all'art. 12 ha previsto che il 1º gennaio 2017 le funzioni e il personale transitano all'Arma dei Carabinieri..